# تشلسي كين
تشلسي كين (بالإنجليزية: Chelsea Cain)‏ (5 فبراير 1972، آيوا سيتي في الولايات المتحدة)؛ كاتِبة، صحفية وروائية أمريكية.